# 黑斑蠕鳞虫
黑斑蠕鳞虫（学名：Acoetes melanonota）为蠕鳞虫科蠕鳞虫属的动物。分布于菲律宾、泰国、印度尼西亚、印度洋，包括黄海、东海、南海等海域。